# Eva Henning
Eva Henning, Eva Wetlesen (Newark, New York, 1920. május 10. – Oslo, Norvégia, 2016. április 18.) svéd színésznő.

## Életpályája
1938–1940 között a svéd Királyi Drámai Színház iskolájában tanulta a színjátszást. Az 1940-es és 1950-es években többször dolgozott együtt második férjével a színész-rendező Hasse Ekmannal. Fontos szerepet kapott két korai Ingmar Bergman filmben is 1949-ben: Börtön, Szomjúság.
Pályafutása alatt 31 filmben játszott, az utolsót 1972-ben forgatta.

## Filmjei
- Elvira Madigan (1943)
- Börtön (1949)
- Szomjúság (Törst) (1949)
- Gabrielle (1954)

## Fordítás
- Ez a szócikk részben vagy egészben  az   Eva_Henning című angol Wikipédia-szócikk fordításán alapul.  Az eredeti cikk szerkesztőit annak laptörténete sorolja fel. Ez a jelzés csupán a megfogalmazás eredetét és a szerzői jogokat jelzi, nem szolgál a cikkben szereplő információk forrásmegjelöléseként.